# Marmeranolis
De marmeranolis (Anolis marmoratus) is een hagedis die behoort tot de familie anolissen (Polychrotidae).

## Naam en indeling
De wetenschappelijke naam van de soort werd voor het eerst voorgesteld door André Marie Constant Duméril & Gabriel Bibron in 1837. De hagedis werd lange tijd tot het niet langer erkende geslacht Ctenonotus gerekend.
Er worden tegenwoordig zeven verschillende ondersoorten erkend, vroeger was het aantal echter hoger. Verschillende ondersoorten worden tegenwoordig als volwaardige soort werkend, zoals Anolis ferreus, Anolis terraealtae, Anolis chrysops, Anolis desiradei en Anolis kahouannensis.
De huidige ondersoorten zijn onderstaand weergegeven, met de auteur en het verspreidingsgebied.
| Afbeelding | Naam                         | Auteur                 | Verspreidingsgebied |
| ---------- | ---------------------------- | ---------------------- | ------------------- |
|            | Anolis marmoratus alliaceus* | Cope, 1864             | Basse-Terre         |
| -          | Anolis marmoratus caryae     | Lazell, 1964           | Terre-de-Bas        |
|            | Anolis marmoratus girafus    | Lazell, 1964           | Basse-Terre         |
|            | Anolis marmoratus inornatus  | Lazell, 1964           | Grande-Terre        |
|            | Anolis marmoratus            | Duméril & Bibron, 1837 | Basse-Terre         |
|            | Anolis marmoratus setosus    | Lazell, 1964           | Basse-Terre         |
|            | Anolis marmoratus speciosus  | Garman, 1887           | Grande-Terre        |

* =Samen met Anolis marmoratus inornatus

## Levenswijze

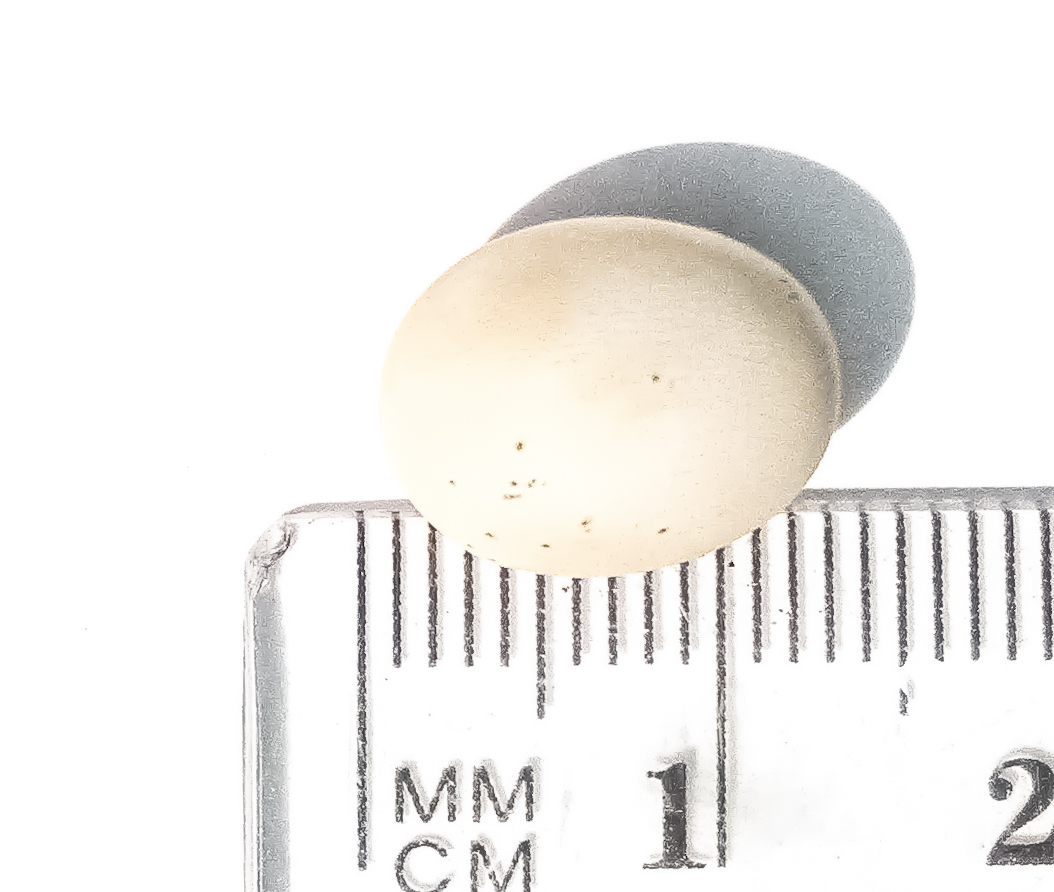
Een ei van de marmeranolis.

De marmeranolis plant zich gedurende het hele jaar voort. De vrouwtjes zetten eieren af die ze in de bodem begraven, ze kunnen jaarlijks tot dertig eieren produceren. De juvenielen hebben een lichaamslengte zonder staart van ongeveer 2,3 centimeter en met staart 6,4 cm als ze uit het ei kruipen.

## Uiterlijke kenmerken
De mannetjes hebben een kopromplengte tot ongeveer tot 82 mm en de vrouwtjes tot 56 mm, de totale lichaamslengte inclusief staart is respectievelijk 240 en 160 mm. De lichaamskleur is groen tot groenblauw, groengeel of bruin. De verschillende ondersoorten van de marmeranolis hebben verschillende kleuren en tekeningen. Sommige kleurvormen lijken op de van de madagaskardaggekko's uit het geslacht Phelsuma. Het mannetje van de ondersoort Anolis marmoratus marmoratus bijvoorbeeld krijgt in de paartijd een blauwe staart en flanken, een groene rug en poten en oranje en blauwe vlekken aan de kop.

## Verspreiding en habitat
De marmeranolis komt alleen voor op een aantal eilanden van de Kleine Antillen en leeft oorspronkelijk endemisch in Guadeloupe. De anolis is aangetroffen op de eilanden Basse-Terre, Grande-Terre en Terre-de-Bas. De soort is daarnaast geïntroduceerd in Frans-Guyana. De habitat bestaat uit zowel drogere bossen langs de kust als vochtige tropische regenwouden. De anolis komt voor tot een hoogte van ongeveer 900 meter boven zeeniveau. In Nederland is de marmeranolis in gevangenschap te bezichtigen in Burgers' Zoo en GaiaZOO.